# Etlingera sericea
Etlingera sericea är en enhjärtbladig växtart som först beskrevs av Henry Nicholas Ridley, och fick sitt nu gällande namn av Rosemary Margaret Smith. Etlingera sericea ingår i släktet Etlingera och familjen Zingiberaceae.
Artens utbredningsområde är Sumatera. Inga underarter finns listade i Catalogue of Life.